# Großkochberg
Großkochberg ist ein Ortsteil der Gemeinde Uhlstädt-Kirchhasel im thüringischen Landkreis Saalfeld-Rudolstadt.

## Geografie
Nordöstlich des Dorfs erhebt sich der 515 m hohe Hummelsberg mit dem Luisenturm.

## Geschichte

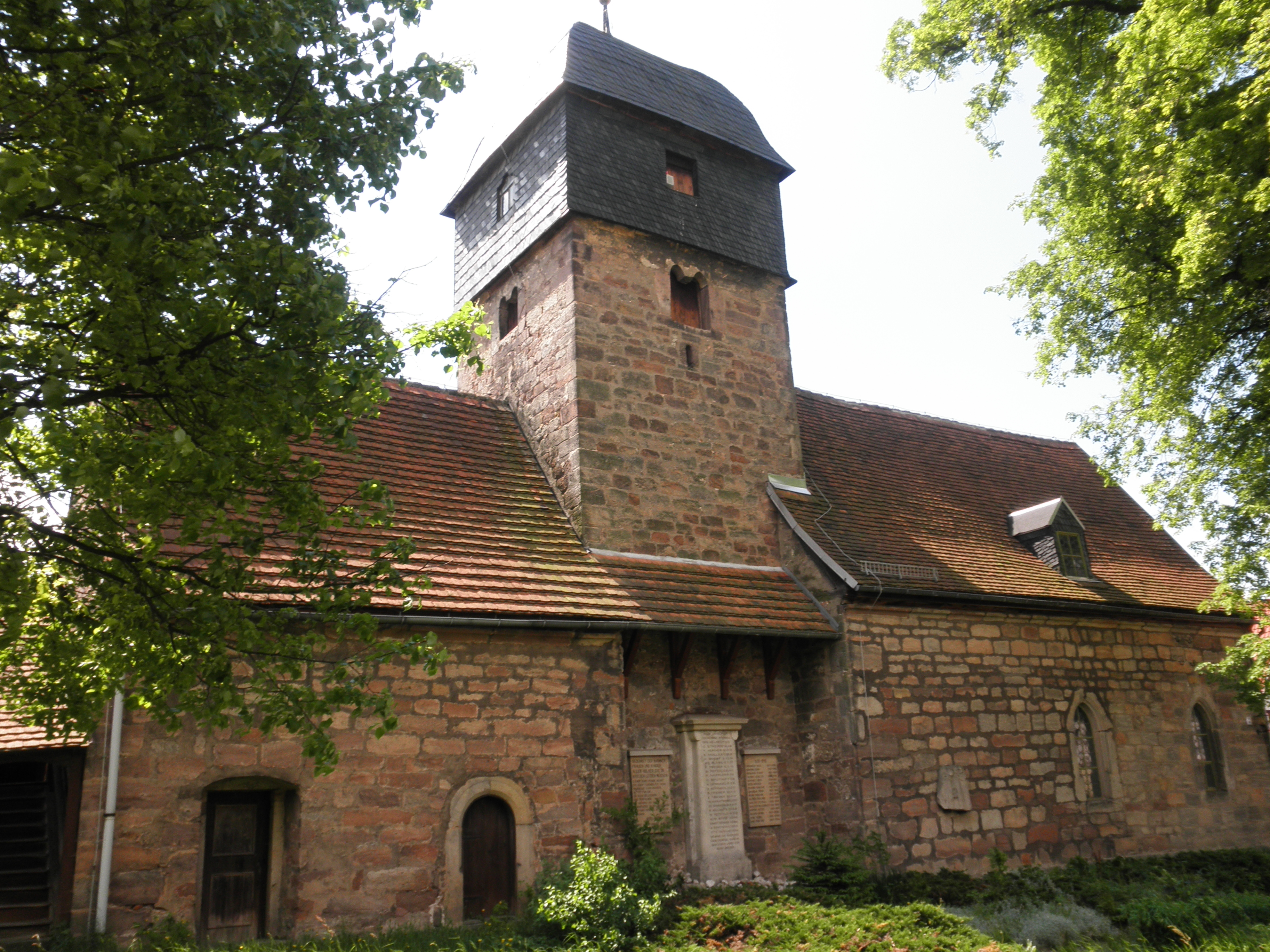
Kirche St. Michael

Das Dorf Großkochberg wurde am 21. Februar 1125 erstmals urkundlich erwähnt. Die Ortsteile Clöswitz und Kleinkochberg wurden erstmals 1378 schriftlich genannt.
Im oberen Teil des Haselbachtales liegt das Wasserschloss Großkochberg. Nach der hier erbauten Wasserburg nannte sich ein Herrengeschlecht. Dieses verkaufte die Burg an die Herren von Berlepsch. 1517 wurden die Herren von Schönfeld, darunter Siegfried von Schönfeld, Besitzer. Diese bauten das Schloss so, wie es sich heute noch darstellt. 1733 erwarb der kaiserliche Reichshofrat Freiherr Friedrich Christian Ludwig von Stein das Rittergut samt größerer umliegender Ländereien. Späterer Eigentümer war der Herzoglich Weimarer Oberstallmeister Freiherr Gottlob Ernst Josias Friedrich von Stein (1735–1793), der seit 1764 mit Freifrau Charlotte Albertine Ernestine von Stein, geb. von Schardt, verheiratet war.
Bekannt wurde Großkochberg durch häufige Besuche Goethes, der vermutlich am 6. Dezember 1775 im Alter von 26 Jahren erstmals dort weilte, weil der Weimarer Herzog Karl August einige Tage im nahe gelegenen Rudolstadt verbrachte. Auf dem Schreibtisch seiner Vertrauten und Geliebten Charlotte von Stein hinterließ Goethe eine Gravur mit dem Datum. Die Inschrift ist bis heute in Großkochberg zu sehen. An Frau von Stein schrieb Goethe in seinem Leben ca. 1700 Briefe, was die enge Beziehung der beiden belegt. Das Landgut Großkochberg liegt ca. 28 Kilometer von Weimar entfernt, ein Weg, für den Goethe nach eigener Aussage zu Fuß etwa vier Stunden brauchte. Zum letzten Mal kam Goethe am ersten September-Wochenende 1788 nach Großkochberg, als sein Verhältnis zur Frau von Stein bereits zerrüttet war. Sie soll ihn „ohne Herz“ empfangen haben: „Das verstimmte ihn den ganzen Tag“. Auch Friedrich Schiller kam im Sommer 1788 nach Großkochberg.
1775 oder 1780 soll Goethe, als Bauer verkleidet, in Großkochberg seinen Herzog, der auf der Durchreise war, begrüßt und ihm eine „Regierungsanleitung“ in Knittelversen vorgelesen und überreicht haben.
Carl von Stein, Charlotte von Steins ältester Sohn, wurde Erbe des Ritterguts und richtete sich einen „Musenhof“ nach dem Weimarer Vorbild ein. Um 1800 wurde ein privates Liebhabertheater mit klassizistischer Fassade am Eingang zum Schlosspark eingeweiht. Carl von Stein ließ dafür das ursprünglich am Eingang zum Park stehende zweigeschossige barocke Gartenhaus umbauen. Von 2009 bis 2011 sanierte die Klassik Stiftung Weimar das Gebäude umfassend. Seitdem finden im Theater wieder regelmäßig Veranstaltungen statt.
Die Michaelskirche wurde im 15. Jahrhundert spätgotisch umgestaltet. Der spätromanische Chorturm stammt aus den Jahren um 1200.
Der Ort war bis 1920 eine zum Landkreis Saalfeld des Herzogtums Sachsen-Meiningen gehörende Enklave.
Zu Großkochberg gehörte das etwa 3 km nördlich vom Ort gelegene Vorwerk Studnitz, ein bis 1954 bewohnter Einzelhof, der in den 1960er Jahren abgebrochen wurde.
Seit dem 1. Dezember 2007 ist die ehemals verwaltungstechnisch selbständige Gemeinde ein Ortsteil der Gemeinde Uhlstädt-Kirchhasel.

## Verwaltung und Politik
Zur ehemals selbständigen Gemeinde Großkochberg gehörten die Ortsteile Clöswitz und Kleinkochberg.
Vor der Eingemeindung war die Gemeinde Uhlstädt-Kirchhasel bereits erfüllende Gemeinde für Großkochberg.

### Gemeinderat
Der letzte Gemeinderat Großkochbergs setzte sich aus acht Ratsfrauen und Ratsherren zusammen.
- CDU: 1 Sitz
- SV: 7 Sitze

(Stand: Kommunalwahl am 27. Juni 2004)

### Bürgermeister
Letzter ehrenamtlicher Bürgermeister vor der Eingemeindung war der parteilose Jürgen Ryll. Er wurde am 27. Juni 2004 gewählt.

## Kultur und Sehenswürdigkeiten
- Schloss Kochberg
- Die Fachwerkhäuser, die ansehnlichen Höfe und das gesamte Ortsbild des Dorfes Kleinkochberg

## Persönlichkeiten
- Wilhelm Heinrich Schultze (1724–1790), Oberkonsistorialrat und Waisenhaus-Direktor in Weimar und Jena
- Johann Adolf Jacobi (* 9. August 1769 in Großkochberg, † . August 1847), evangelischer Theologe[11]
- Hilmar Scherf (1861–1951), Politiker (Meininger Bauernverein) und ehemaliger Abgeordneter des Landtags des Freistaates Sachsen-Meiningen in der Weimarer Republik